# جيمس ماككي
جيمس أنتوني ماككي (إنجليزية: Jaimes McKee؛ مواليد 14 أبريل 1987 في برمنغهام) هو لاعب كرة قدم هونغ كونغي إنجليزي المولد يجيد اللعب كمهاجم أو جناح لصالح نادي إيسترن. بدأ ماككي مسيرته الرياضية في عام 2005.

## روابط خارجية
- جيمس ماككي على موقع قاعدة بيانات كرة القدم.إي يو (الإنجليزية)
- جيمس ماككي على موقع ناشيونال فوتبول تيمز (الإنجليزية)
- جيمس ماككي على موقع Soccerway.com (الإنجليزية)